# Јоаким Опочски
Свети преподобни Јоаким Опочски (умро око 1550) - преподобни Руске православне цркве, 16. века.
Православна црква га помиње 9. (22.) септембра .
Јоаким је био ученик првог псковског пустињака, Јефросина Псковског, ктитора Спасо-Јелеазаровског манастира. Основао је Опочски манастир Светог пророка Илије на реци Шелоњ, недалеко од Порхова. Умро око 1550. О његовој смрти у руком писаном календару стоји: „Преосвећени отац Јоаким, игуман Опочског манастира Светог пророка Илије на реци Шелони, упокоио се месеца септембра 9. дана“.
Његове мошти почивају сакривене у цркви у име пророка Илије, манастиру који је он основао, а који је укинут 1688. године (црква је постала парохијска).